# 卡桑德拉 (喬治亞州)
卡桑德拉（英語：Cassandra）是位於美國喬治亞州沃克縣的一個非建制地區。該地的面積和人口皆未知。

## 地理
卡桑德拉的座標為34°47′03″N 85°23′53″W / 34.78417°N 85.39806°W，而該地的平均海拔高度為256米（即840英尺）。